# Демшин, Илья Иванович
Илья Иванович Демшин (1906—1980) — советский государственный и военный деятель, генерал-лейтенант НКВД СССР (затем МВД СССР и КГБ СССР).

## Биография
Родился в 1906 году.
В РККА с 1926 года, в этом же году окончил пехотную школу Красной Армии.
С 1926 года начал службу в войсках ОГПУ. Был назначен на должность заместителя начальника пограничной заставы, затем начальником заставы.
Следующая должность — помощник коменданта пограничного участка 8-го Гдовского пограничного отряда. С 1933 года — командир дивизиона стрелкового полка войск ОГПУ, затем начальником штаба этого же подразделения.
С 1939 года по 1944 год занимал должность начальника 37-го Батумского морского отряда пограничных войск НКВД СССР. 3 сентября 1944 года Демшину присвоено звание генерал-майора.
С августа 1944 года по март 1948 года занимал пост начальника пограничных войск Закарпатского округа НКВД СССР (затем МВД СССР)
С весны 1948 года по ноябрь 1950 года был начальником пограничных войск Армянского округа МВД СССР (затем МГБ СССР).
С осени 1950 года по март 1953 года занимал пост начальника пограничных войск Туркменского округа МГБ.
С ноября 1953 года — начальник штаба пограничных войск МВД СССР.
С ноября 1955 года — начальник пограничных войск МВД СССР (Юго-Западный округ)
С 1957 года был в должности заместителя начальника Главного управления пограничных войск КГБ СССР. 15 июля 1957 года Демшину присвоено звание генерал-лейтенанта.
В 1959 году занял должность начальника Московского пограничного военного училища КГБ при Совете Министров СССР.
В 1966 году ушёл в запас в звании генерал-лейтенанта.
Умер Демшин в 1980 году в Москве. Похоронен на Кунцевском кладбище.

## Награды
- 2 Ордена Ленина
- 4 Ордена Красного Знамени
- Орден Суворова II степени
- Нагрудный знак «Заслуженный работник НКВД»
- медали